# 중국어의 한글 표기
중국어의 한글 표기(中國語-表記)는 중국어를 한글로 적는 외래어 표기법이다.

## 역사
일제강점기 당시에는 한어병음의 f을 ᅋ으로 쓰거나(1937년 모던조선외래어사전) 한어병음의 b, p, d, t, g, k을 각각 ㅍ, ㅃ, ㅌ, ㄸ, ㅋ, ㄲ으로 썼다.(한글 마춤법 통일안의 1941년 외래어 표기법 통일안)
들온말 적는 법에 의해 1948년 대한민국 정부 수립 당시에는 한어병음의 f, z을 표기할 때 각각 ㆄ, ㅿ을 쓰려는 시도도 있었다.(예: Kǒngzǐ - 콩ᅀᅳ / 공자)
현재 대한민국에서 사용되는 것은 1986년 1월 7일 문교부가 정한 것이다.

## 국립국어원의 공식 표기법
다음은 문교부 고시 제85-11호로 고시된 대한민국의 외래어 표기법이다.

### [표 5] 중국어의 주음부호(注音符號)와 한글 대조표
| 성모(聲母)     | 성모(聲母) | 성모(聲母)   | 성모(聲母)       | 성모(聲母) | 성모(聲母)         | 성모(聲母) | 성모(聲母)   | 성모(聲母)       | 성모(聲母) |
| 음의 분류      | 주음부호   | 한어병음자모 | 웨이드 식 로마자 | 한글       | 음의 분류          | 주음부호   | 한어병음자모 | 웨이드 식 로마자 | 한글       |
| -------------- | ---------- | ------------ | ---------------- | ---------- | ------------------ | ---------- | ------------ | ---------------- | ---------- |
| 중순성(重脣聲) | ㄅ         | b            | p                | ㅂ         | 설면성(舌面聲)     | ㄐ         | j            | ch               | ㅈ         |
| 중순성(重脣聲) | ㄆ         | p            | p'               | ㅍ         | 설면성(舌面聲)     | ㄑ         | q            | ch'              | ㅊ         |
| 중순성(重脣聲) | ㄇ         | m            | m                | ㅁ         | 설면성(舌面聲)     | ㄒ         | x            | hs               | ㅅ         |
| 순치성*        | ㄈ         | f            | f                | ㅍ         | 교설첨성(翹舌尖聲) | ㄓ         | zh [zhi]     | ch [chih]        | ㅈ [즈]    |
| 설첨성(舌尖聲) | ㄉ         | d            | t                | ㄷ         | 교설첨성(翹舌尖聲) | ㄔ         | ch [chi]     | ch' [ch'ih]      | ㅊ [츠]    |
| 설첨성(舌尖聲) | ㄊ         | t            | t'               | ㅌ         | 교설첨성(翹舌尖聲) | ㄕ         | sh [shi]     | sh [shih]        | ㅅ [스]    |
| 설첨성(舌尖聲) | ㄋ         | n            | n                | ㄴ         | 교설첨성(翹舌尖聲) | ㄖ         | r [ri]       | j [jih]          | ㄹ [르]    |
| 설첨성(舌尖聲) | ㄌ         | l            | l                | ㄹ         | 설치성(舌齒聲)     | ㄗ         | z [zi]       | ts [tzŭ]         | ㅉ [쯔]    |
| 설근성(舌根聲) | ㄍ         | g            | k                | ㄱ         | 설치성(舌齒聲)     | ㄘ         | c [ci]       | ts' [tz̒ŭ]        | ㅊ [츠]    |
| 설근성(舌根聲) | ㄎ         | k            | k'               | ㅋ         | 설치성(舌齒聲)     | ㄙ         | s [si]       | s [ssŭ]          | ㅆ [쓰]    |
| 설근성(舌根聲) | ㄏ         | h            | h                | ㅎ         |                    |            |              |                  |            |

| 운모(韻母)     | 운모(韻母)     | 운모(韻母) | 운모(韻母)   | 운모(韻母)       | 운모(韻母) | 운모(韻母)         | 운모(韻母)     | 운모(韻母) | 운모(韻母)   | 운모(韻母)       | 운모(韻母)  |
| 음의 분류      | 음의 분류      | 주음부호   | 한어병음자모 | 웨이드 식 로마자 | 한글       | 음의 분류          | 음의 분류      | 주음부호   | 한어병음자모 | 웨이드 식 로마자 | 한글        |
| -------------- | -------------- | ---------- | ------------ | ---------------- | ---------- | ------------------ | -------------- | ---------- | ------------ | ---------------- | ----------- |
| 단운(單韻)     | 단운(單韻)     | ㄚ         | a            | a                | 아         | 결합운모(結合韻母) | 제치류(齊齒類) | ㄧㄞ       | yai          | yai              | 야이        |
| 단운(單韻)     | 단운(單韻)     | ㄛ         | o            | o                | 오         | 결합운모(結合韻母) | 제치류(齊齒類) | ㄧㄠ       | yao (iao)    | yao (iao)        | 야오        |
| 단운(單韻)     | 단운(單韻)     | ㄜ         | e            | ê                | 어         | 결합운모(結合韻母) | 제치류(齊齒類) | ㄧㄡ       | you (iu)     | yu (iu)          | 유          |
| 단운(單韻)     | 단운(單韻)     | ㄝ         | ê            | e                | 에         | 결합운모(結合韻母) | 제치류(齊齒類) | ㄧㄢ       | yan (ian)    | yen (ien)        | 옌          |
| 단운(單韻)     | 단운(單韻)     | ㄧ         | yi (i)       | i                | 이         | 결합운모(結合韻母) | 제치류(齊齒類) | ㄧㄣ       | yin (in)     | yin (in)         | 인          |
| 단운(單韻)     | 단운(單韻)     | ㄨ         | wu (u)       | wu (u)           | 우         | 결합운모(結合韻母) | 제치류(齊齒類) | ㄧㄤ       | yang (iang)  | yang (iang)      | 양          |
| 단운(單韻)     | 단운(單韻)     | ㄩ         | yu (u)       | yü (ü)           | 위         | 결합운모(結合韻母) | 제치류(齊齒類) | ㄧㄥ       | ying (ing)   | ying (ing)       | 잉          |
| 복운(複韻)     | 복운(複韻)     | ㄞ         | ai           | ai               | 아이       | 결합운모(結合韻母) | 합구류(合口類) | ㄨㄚ       | wa (ua)      | wa (ua)          | 와          |
| 복운(複韻)     | 복운(複韻)     | ㄟ         | ei           | ei               | 에이       | 결합운모(結合韻母) | 합구류(合口類) | ㄨㄛ       | wo (uo)      | wo (uo)          | 워          |
| 복운(複韻)     | 복운(複韻)     | ㄠ         | ao           | ao               | 아오       | 결합운모(結合韻母) | 합구류(合口類) | ㄨㄞ       | wai (uai)    | wai (uai)        | 와이        |
| 복운(複韻)     | 복운(複韻)     | ㄡ         | ou           | ou               | 어우       | 결합운모(結合韻母) | 합구류(合口類) | ㄨㄟ       | wei (ui)     | wei (uei, ui)    | 웨이 (우이) |
| 부성운(附聲韻) | 부성운(附聲韻) | ㄢ         | an           | an               | 안         | 결합운모(結合韻母) | 합구류(合口類) | ㄨㄢ       | wan (uan)    | wan (uan)        | 완          |
| 부성운(附聲韻) | 부성운(附聲韻) | ㄣ         | en           | ên               | 언         | 결합운모(結合韻母) | 합구류(合口類) | ㄨㄣ       | wen (un)     | wên (un)         | 원 (운)     |
| 부성운(附聲韻) | 부성운(附聲韻) | ㄤ         | ang          | ang              | 앙         | 결합운모(結合韻母) | 합구류(合口類) | ㄨㄤ       | wang (uang)  | wang (uang)      | 왕          |
| 부성운(附聲韻) | 부성운(附聲韻) | ㄥ         | eng          | êng              | 엉         | 결합운모(結合韻母) | 합구류(合口類) | ㄨㄥ       | weng (ong)   | wêng (ung)       | 웡 (웅)     |
| 권설운*        | 권설운*        | ㄦ         | er (r)       | êrh              | 얼         | 결합운모(結合韻母) | 촬구류(撮口類) | ㄩㄝ       | yue (üe)     | yüeh (üeh)       | 웨          |
| 결합운모       | 제치류         | ㄧㄚ       | ya (ia)      | ya (ia)          | 야         | 결합운모(結合韻母) | 촬구류(撮口類) | ㄩㄢ       | yuan (üan)   | yüan (üan)       | 위안        |
| 결합운모       | 제치류         | ㄧㄡ       | yo           | yo               | 요         | 결합운모(結合韻母) | 촬구류(撮口類) | ㄩㄣ       | yun (ün)     | yün (ün)         | 윈          |
| 결합운모       | 제치류         | ㄧㄝ       | ye (ie)      | yeh (ieh)        | 예         | 결합운모(結合韻母) | 촬구류(撮口類) | ㄩㄥ       | yong (iong)  | yung (iung)      | 융          |

[ ]는 단독 발음될 경우의 표기임.
( )는 자음이 선행할 경우의 표기임.
* 순치성(脣齒聲), 권설운(捲舌韻).

### 다른 내용
위 표에 따르고, 다음 사항에 유의하여 적는다.
- 제1항: 성조는 구별하여 적지 아니한다.
- 제2항: 'ㅈ, ㅉ, ㅊ'으로 표기되는 자음(j, q, zh, ch, z, c) 뒤의 'ㅑ, ㅖ, ㅛ, ㅠ' 음은 'ㅏ, ㅔ, ㅗ, ㅜ'로 적는다.

### 사투리의 발음 차이
중국어의 방언은 발음 차이가 심하지만 푸퉁화 표기만 있다.

### 외래어 표기법 제4장 인명, 지명 표기의 원칙

#### 제2절 동양인의 인명, 지명 표기
- 제1항: 중국 인명은 과거인과 현대인으로 구분하여 과거인은 종전의 한자음대로 표기하고, 현대인은 원칙적으로 중국어 표기법에 따라 표기하되, 필요한 경우 한자를 병기한다.
과거인과 현대인은 신해혁명을 기점으로 출생일에 따라 나눈다.

- 제2항: 중국의 역사 지명으로서 현재 쓰이지 않는 것은 우리 한자음대로 하고, 현재 지명과 동일한 것은 중국어 표기법에 따라 표기하되, 필요한 경우 한자를 병기한다.
예: 베이징은 역사 지명이라도 베이징이 원칙, 변경(카이펑)은 변경이 원칙이며(고전) 상하이는 상하이가 원칙(현대)

- 제4항 중국 및 일본의 지명 가운데 한국 한자음으로 읽는 관용이 있는 것은 이를 허용한다.

#### 제3절 바다, 섬, 강 산 등의 표기 세칙
제4항 한자 사용 지역(일본, 중국)의 지명이 하나의 한자로 되어 있을 경우, '강', '산', '호', '섬' 등은 겹쳐 적는다.

## 조선민주주의인민공화국의 공식 외국말적기법
다음은 2001년 북한에서 만든 외국말적기법의 일부이다.

### 중국말 단어를 우리글자로 적는 법
1. 중국말은 라틴문에 의한 그의 공식전사법으로 전사한것을 우리 글로 적는다.
2. 중국말 라틴문 공식전사법에 쓰이고 있는 글자는 다음과 같다.
| 대문자 | 소문자 |
| ------ | ------ |
| A      | a      |
| B      | b      |
| C      | c      |
| Ch     | ch     |
| D      | d      |
| E      | e      |
| F      | f      |
| G      | g      |
| H      | h      |
| I      | i      |
| J      | j      |
| K      | k      |
| L      | l      |
| M      | m      |
| N      | n      |
| O      | o      |
| P      | p      |
| Q      | q      |
| R      | r      |
| S      | s      |
| Sh     | sh     |
| T      | t      |
| U      | u      |
| Ü      | ü      |
| W      | w      |
| X      | x      |
| Y      | y      |
| Z      | z      |
| Zh     | zh     |

3. 중국말은 단어별로 소리마디(한자)를 단위로 하여 우리 글로 적는다.
4. 중국말 단어의 소리마디는 그것을 적은 라틴글자와 글자결합이 나타내는 원어의 발음에 우리 글자를 대응시키는 방법으로 적는다.
5. 중국말 단어 소리마디의 라틴글자와 글자결합은 다음의 대응적기표에 따라 적는다.

## 개인이나 단체의 비공식 표기
- 최영애-김용옥 중국어 표기법